# Harry Boykoff
Harry J. Boykoff (Brooklyn, 24 luglio 1922 – Santa Monica, 20 febbraio 2001) è stato un cestista statunitense, professionista nella NBL e nella NBA.

## Palmarès
- Campione NIT (1943)
- MVP NIT (1943)